# Ильичёвка (Калининградская область)
Ильичёвка — посёлок в Багратиновском районе Калининградской области. Входит в состав Пограничного сельского поселения.

## История
Первое упоминание о Ланке относится к 1404 году. В 1874—1945 годах населенный пункт входил в состав округа с центром в Бладиау.
В 1946 году Ланк был переименован в поселок Ильичёвка .

## Население
| 2002 | 2010 |
| ---- | ---- |
| 209  | ↘134 |